# Austromyrtus poimbailensis
Austromyrtus poimbailensis là một loài thực vật có hoa trong Họ Đào kim nương. Loài này được (Guillaumin) Burret mô tả khoa học đầu tiên năm 1941.